# Rezerwat przyrody Bielica
Rezerwat przyrody „Bielica” – rezerwat przyrody nieożywionej o powierzchni 1,30 ha, utworzony 10 grudnia 1971 w województwie zachodniopomorskim, na północno-wschodnim skraju Koszalina, 1 km na zachód-południowy zachód od Gorzebądza, po południowej stronie drogi krajowej nr 6 do Sianowa.
Rezerwat położony w Puszczy Koszalińskiej, na terenie obszaru chronionego krajobrazu Koszaliński Pas Nadmorski, 1,7 km na północ-północny wschód od Góry Chełmskiej. 0,5 km na południe znakowany żółty turystyczny Szlak Pętli Tatrzańskiej.
Celem ochrony jest zachowanie dobrze wykształconej leśnej gleby bielicowej z wyraźnymi poziomami genetycznymi powstałymi bez oddziaływania wód gruntowych, porośniętej drzewostanem powstałym z naturalnego odnowienia suboceanicznego boru sosnowego świeżego (Leucobryo-Pinetum).
Nadzór: Nadleśnictwo Karnieszewice.